# Fire Emblem: Thracia 776
Fire Emblem: Thracia 776 (ファイアーエムブレム トラキア776?, Faiā Emuburemu: Torakia Nana Nana Roku) è un videogioco tattico a turni distribuito nel solo Giappone e pubblicato dalla Nintendo come quinto titolo ufficiale della serie Fire Emblem.
Terzo Fire Emblem per Super Famicom - distribuito nel 1999, quando a dominare era il mercato delle console a 32-bit/64-bit e il nascente 128-bit - è stato successivamente aggiunto alla collezione dei classici scaricabili dal Virtual Console per il Wii nel solo Giappone.
Fire Emblem: Thracia 776 è un gaiden game ed è cronologicamente ambientato tra il capitolo quinto e sesto di Fire Emblem: Genealogy of the Holy War e alcuni personaggi di Fire Emblem: Genealogy of The Holy War - Leif il protagonista, Finn il lanciere a cavallo e Nanna la curatrice a cavallo - appaiono in questo episodio ambientato a sud est di Jugdral.

## Trama

### Ambientazione
Fire Emblem: Thracia 776 è ambientato nella Repubblica di Munster e nel Regno di Thracia, nel continente di Jugdral e si sviluppa al suo interno, senza varcarne i confini. Inoltre, tutti i personaggi coinvolti nella storia, meno che pochissimi comparsi nel titolo precedente, sono originali.

### Storia
Il gioco meglio spiega parte della cronologia della seconda metà di Genealogy of the Holy War, iniziando un anno prima della storia di Seliph, con i suoi eventi ambientati in gran parte prima di quelli a Thracia nel Capitolo 7. La storia segue le vicende di Leif, figlio del deceduto Quan di Leonster, ucciso a tradimento assieme alla moglie Ethlyn dai cavalieri drago di Thracia al comando del Re Trabant nel Massacro di Aed del 761, il che lo lascia orfano da infante, e l'anno dopo, suo nonno Calf, il re di Leonster, viene anche lui ucciso. Leif viene però portato in salvo dal suo tutore Finn, un cavaliere al servizio di Quan, che lo crescerà assieme a Nanna, la figlia della principessa di Nordion, Lachesis, e passano insieme gli anni in fuga per proteggere l'erede di Leonster. Passano tredici anni da allora, e nel 776, un quindicenne Leif tenta di riprendersi il Regno di Leonster nel momento in cui la storia comincia, inizialmente capeggiando un gruppo di ribelli costretti a sfidare un esercito meglio armato ed addestrato. Dopo diversi salvataggi e reclutamenti, con le vicende iniziate con il rapimento delle sue amiche d'infanzia Nanna e Mareeta, principessa guerriera di Rivough, un regno ad Isaach, Leif riesce a riconquistare Leonster, ma dopo aver ricevuto una richiesta d'aiuto dal regno di Ulster, fa un errore fatale: invia metà delle sue truppe lì per salvare il regno di Ulster, con disaccordo del suo consigliere, Dryas, e del suo tattico, August, un ex vescovo della Chiesa di Santo Bragi. Come risultato, l'esercito inviato viene decimato e Dryas muore in battaglia, sacrificando la propria vita per mettere in salvo il resto dell'esercito, risultando in un completo fallimento, mentre Leonster viene assediata, costringendo Leif, Finn, Nanna e gli altri a resistere per sei lunghi mesi. Fortunatamente, in questo periodo arriva l'esercito di Seliph, cugino di Leif, che ha tra i ranghi il fratello maggiore di Nanna, Diarmuid. I due eserciti si dividono i compiti: mentre Seliph e i suoi uomini sconfiggono Bloom, duca di Freege, costringendo l'Impero alla fuga, Leif, ottenendo la spada di Bragi, libera il distretto di Manster. Una volta liberata Munster, Leif si unisce all'esercito di Seliph assieme a Nanna e Finn, e i due decidono di preparare un attacco contro l'Impero per liberare il resto del continente di Jugdral, cominciando da Thracia, il che si collega al Capitolo 8 di Genealogy of the Holy War.
Sebbene il gioco sia una storia parallela a Genealogy of the Holy War, Leif ne è il protagonista assoluto, ed il deucaterogonista di "Genealogy of The Holy War", Seliph, figlio di Sigurd e cugino di Leif, è relegato a comparse minori verso la fine del titolo.

### Personaggi
- Eyvel (エーヴェル?, Eeveru), figura materna per Leif e Mareeta, eccellente spadaccina. Si pensa sia l'arciera leggendaria Brigid, da Genealogy of The Holy War, sofferente di amnesia.
- Finn (フィン?, Fin), lanciere a cavallo di Leonster, amico fidato di Quan, cresce Leif e Nanna; un padre putativo per entrambi.

Ha ricevuto la Lancia forte da Quan.
- Leif (リーフ?, Riifu), principe di Leonster, figlio di Quan ed Ethlyn e cugino di Seliph: dopo il crollo di Leonster, Finn lo condusse al sicuro assieme a Nanna e dopo essersi nascosto in alcune città di Thracia - Ulster e Tahra -, finalmente si stabilisce con i due compagni nel villaggio di Fiana.
- Mareeta (マリータ?, Mariita), figlia adottiva di Eyvel, figlia carnale di Galzus, controllata da una lama maligna dopo il rapimento ordito da Leydrick, un nobile corrotto, e ribellatasi inconsciamente alla madre, per poi essere liberata da Cyas, arcivescovo di Thracia e figlio bastardo di Arvis, imperatore di tutto il continente.
- Nanna (ナンナ?, Nanna), Principessa di Nordion, figlia di Lachesis, cresciuta da Finn e amica d'infanzia di Leif.
- Raydrik, antagonista principale del gioco, un nobile corrotto che ha tradito il regno di Conote. Maestro di tutte le arti della guerra, ma vile vigliacco.
- Veld, discepolo di Loputo, dio oscuro, colui che pianifica tutti gli eventi che conducono all'avanzamento della ribellione cominciata da Leif, poi diffusasi in tutta Thracia.

Riesce a resuscitare i morti e può pietrificare le persone. Solo il bastone Kia, utilizzabile da Sara, la nipote dell'arcivescovo Manfroy, è in grado di spezzare l'incantesimo pietrificante.

## Modalità di gioco
Fire Emblem: Thracia 776 presenta lo stesso sistema d'abilità di Fire Emblem: Seisen no Keifu, con cui ciascun personaggio è meglio differenziato dagli altri. Introduce la "Nebbia della Guerra", presente nelle sole "mappe gaiden", cioè scenari segreti affrontabili solo se precisi obiettivi sono stati conseguiti nella mappa normale. La Nebbia della Guerra è composta da aree buie in cui in certe caselle le unità possono improvvisamente fermarsi davanti a nemici nascosti. Molto spesso viene introdotta una nuova condizione di vittoria: molti capitoli non si vincono conquistando un trono o sconfiggendo il boss, ma facendo scappare tutti i personaggi, e ci sono dei punti specifici in cui bisogna uscire dalla mappa. In queste mappe, però, Leif deve essere l'ultimo a scappare o le unità rimaste indietro verranno catturate. Altri capitoli sono invece livelli di difesa, che appariranno anche più avanti nella serie, e l'obiettivo è sopravvivere per il numero di turni indicato e difendere una certa area, in modo simile ai castelli di inizio capitolo di Seisen no Keifu, dato che se quest'area viene conquistata, ciò risulterà in una sconfitta.
A differenza dei giochi precedenti, in cui il peso completo delle armi è sottratto dalla velocità d'attacco, ora è introdotta una nuova statistica, la costituzione, che rispetto agli altri giochi, così come il movimento (anche se raramente) può crescere salendo di livello. Se un personaggio ha meno costituzione rispetto al peso dell'arma che sta usando, perderà una quantità di velocità pari alla differenza tra il peso dell'arma e la sua costituzione, ma i maghi in questo gioco perdono una quantità di velocità pari al peso dei tomi che usano, a differenza dei giochi successivi. Le mappe sono assai più piccole, ed è stata introdotta una nuova meccanica, il sistema di cattura. Se qualcuno è a cavallo o ha una costituzione maggiore del nemico, potrà cercare di catturarlo. Catturando un nemico, chi ha attaccato potrà rubargli tutte le armi e i possedimenti "scambiando" gli oggetti, ma le sue statistiche tranne la fortuna saranno dimezzate rispetto a un attacco normale nel tentativo, e la cattura avrà successo solo se si possono infliggere abbastanza danni da ridurre i PS del nemico a 0. Se un'unità viene catturata, il nemico ruberà tutto ciò che possiede, e il personaggio può essere liberato solo uccidendo chi lo ha catturato, mentre personaggi senza armi che possono usare, quelli incapaci di combattere (chi è addormentato, per esempio) o i maghi non a cavallo che hanno solo tomi a lungo raggio come Meteora verranno sempre catturati, e le unità a cavallo possono essere catturate solo se vengono addormentate, il che farà sì che siano considerate come fanteria. Non si possono catturare unità con 20 di costituzione, così come le unità a cavallo, che presentano il valore massimo di costituzione quando si tratta di catture e soccorsi. Gli arcieri e coloro che non possono combattere sono incapaci di catturare i nemici. Se invece non si riesce a salvare delle unità prima che vengano catturate, le si potranno salvare solo nel capitolo 21x, ambientato in un campo di detenzione. Catturare i nemici è anche l'unico modo per ottenere una scorta consistente di armi ed equipaggiamento potenti, dato che i negozi vendono solo armi di base. Viene anche introdotto il soccorso: in base alla costituzione, un cavaliere o un'unità con potente costituzione potrà prendere un proprio alleato per sottrarlo a situazioni svantaggiate se la costituzione di chi soccorre è più bassa. Questo è molto utile se usata da unità a cavallo, che presentano una costituzione elevata anche grazie alle loro cavalcature, e questo permette anche delle strategie con la fanteria. Tuttavia, se si soccorre un'unità, l'unità soccorsa perderà un turno quando verrà lasciata andare, le statistiche di chi soccorre un alleato si riducono e se il nemico catturato o l'unita soccorsa ha oltre metà della costituzione di chi lo ha soccorso, chi lo trasporta avrà meno movimento.
Il gioco, come Fire Emblem: Monshou no Nazo, presenta la "Smontatura dal Cavallo": ogni cavaliere può smontare in ogni momento, ma sarà obbligato a scendere dal suo cavallo, pegaso o viverna per combattere al chiuso, e tutti i cavalieri ascia o cavalieri lancia, così come i cavalieri pegaso e i cavalieri drago, che usano lance o asce, possono solo usare le spade quando non sono a cavallo, e le statistiche, limitate ad un massimo di 20 per ognuna di esse, tranne i PS (80), vengono ridotte di precise cifre in base alla classe montata a cavallo o viverna d'origine del personaggio. I cavalieri arco possono comunque usare i loro archi a piedi, e i cavalieri ottengono più esperienza quando non sono a cavallo.
Questo episodio presenta un sistema di fatica, alquanto rivoluzionario: a partire dal capitolo 8, quando si dovrà scegliere chi mandare in battaglia, più si usa un determinato personaggio facendolo combattere, rubare, ballare o usare bastoni, specialmente quest'ultima opzione, più l'unità, realisticamente, s'affaticherà. La fatica dipende da quanti combattimenti affronta o quante azioni svolge. Se si supera il limite d'affaticamento di un personaggio, corrispondente ai suoi PS massimi, non potrà essere usato per il capitolo successivo perché è troppo stanco e dovrà riposare. Gravissimo in particolare se ad affaticarsi è un personaggio ladro, fondamentale in alcuni capitoli, oppure se si affatica un personaggio necessario per reclutarne un altro, con unità che serviranno in specifiche missioni per raggiungere gli obiettivi speciali. Se un personaggio affaticato ha un elisir speciale nell'inventario, tuttavia, potrà recuperare le forze ed essere usato, e la fatica si azzera se il personaggio non è usato nel capitolo. Essendo il Lord del gioco, Leif non può affaticarsi e non può venire addormentato o finire in berserk a causa dei bastoni nemici, ma come tale, bisogna anche evitare che venga ucciso o sarà Game Over. Il sistema di fatica tornerà solo in Shadows of Valentia, dove però verrà modificato, dato che qui accade solo nei dungeon e riduce temporaneamente i PS massimi di chi è troppo affaticato. L'uso dei bastoni curativi è stato modificato: ora i bastoni possono mancare, e la precisione aumenta con l'abilità del curatore, i bastoni Cura, Rimedio e Lenimento possono avere una possibilità di curare due volte se la prima cura non ripristina tutti i PS del personaggio o fallisce e ogni bastone avrà sempre effetto se l'abilità del personaggio arriva a 10. Il livello arma introdotto nel predecessore è stato modificato: ora i personaggi non hanno più un livello arma fisso, ma ora i livelli arma vanno da E ad A e saliranno se si usano a sufficienza determinate armi, con la soglia di 50 punti esperienza arma. Anche se un'arma, compreso un bastone, fallisce, il personaggio ottiene l'esperienza e l'esperienza arma che ne risulta, ma l'uso non verrà perso. Sono anche presenti i manuali abilità, che possono far imparare un'abilità all'unità su cui vengono usati, e le pergamene dei Crociati, che rendono l'unità che ne ha equipaggiata una immune ai colpi critici e possono migliorare le crescite in certe statistiche.